# Ajugoideae
Sous-famille
Synonymes
- Ajugaceae Döll, Rhein. Fl.: 375. 24-27 (1843)
- Aegiphilaceae Raf., Sylva Tellur.: 161 (1838).
- Siphonanthaceae Raf., Fl. Tellur. 4: 87 (1838).
- Teucrioideae Caruel in F. Parlatore, Fl. Ital. 6: 279 (1884).

Les Ajugoideae sont une sous-famille de plantes à fleurs de la famille des Lamiaceae.

## Liste des tribus
Ajugeae – Clerodendreae – Rotheceae – Teucrieae

## Publication originale
- Luerssen C., 1882. Handbuch der systematischen Botanik, mit besonderer Berücksichtigung der Arzneipflanzen = Medicinisch-pharmaceutische Botanik: zugleich als Handbuch der systematischen Botanik für Botaniker, Ärzte und Apotheker. 2. Band. H. Haessel, Leipzig.